# Phyllophaga martinezpalaciosi
Phyllophaga martinezpalaciosi är en skalbaggsart som beskrevs av Moron 1989. Phyllophaga martinezpalaciosi ingår i släktet Phyllophaga och familjen Melolonthidae. Inga underarter finns listade i Catalogue of Life.